# Theresia Fischer (Reality-TV-Teilnehmerin)
Theresia Fischer (* 31. März 1992 in Zeitz) ist eine deutsche Reality-TV-Teilnehmerin und Model.

## Leben
Fischer wurde in Zeitz in Sachsen-Anhalt geboren und zog nach dem Abitur 2010 nach Hamburg. Sie studierte evangelische Theologie und Geschichte auf Lehramt.
2016 ließ sie sich erstmalig ihre Beine um 8,6 cm verlängern. Bekanntheit erlangte Fischer 2019 mit ihrer Teilnahme an der Castingshow Germany’s Next Topmodel. Dabei gab sie im GNTM-Live-Finale 2019 ihrem 28 Jahre älteren Partner– dem Dokumentarfilmer Thomas Behrend– das Jawort – mit Heidi Klum als Traurednerin. Im Juni desselben Jahres folgte dann die offizielle Hochzeit.
Ebenfalls 2019 nahm sie an Promi Big Brother teil und erreichte den vierten Platz.
2022 ließ sich Fischer ihre Beine um weitere 6 cm verlängern. Im September 2022 verkündeten Fischer und Behrend ihre Trennung. Fischer gab später an, von Behrend zu der Entscheidung für die Beinverlängerung bewegt worden zu sein, die sie heute bereut. Eigenen Aussagen zufolge leidet sie weiterhin unter anhaltenden Schmerzen und gesundheitlichen Problemen.
Momentan ist Fischer mit dem Freiburger Zahnarzt Stefan Kleiser liiert. Das Paar wurde von der Dokureihe Wo die Liebe hinfällt von VOX bei ihrem Umzug aus Freiburg nach Hamburg begleitet. Gemeinsam nahmen sie an der RTL-Sendung Sommerhaus der Stars teil.
Sie gewann die erste Staffel der Castingshow My Style Rocks auf Sport1 und damit ein Preisgeld von 20.000 €.

## Fernsehauftritte
- 2019: Germany’s Next Topmodel (ProSieben)[11]
- 2019: Promi Big Brother (Sat.1)[12]
- 2019: Dancing on Ice (After Show) (RTL) (Moderatorin) [13]
- 2020: Die Festspiele der Reality Stars – Wer ist die hellste Kerze? (Sat.1)[5]
- 2021: Pokerface – nicht lachen (ProSieben)[14]
- 2022: Club der guten Laune (Sat.1)[5]
- 2024: The 50 (Prime Video)[5]
- 2024: Kampf der Realitystars – Schiffbruch am Traumstrand (RTL Zwei)[6]
- 2024: Reality Queens – Auf High Heels durch den Dschungel (RTL+) (Gewinnerin) [15]
- 2024: Wo die Liebe hinfällt – Jedes Paar ist anders (VOX)[8]
- 2024: Das Sommerhaus der Stars – Kampf der Promipaare (RTL)[9]
- 2024–2025: My Style Rocks Germany (Sport1) (Gewinnerin) [16]
- 2025: Ich bin ein Star – Die Stunde danach (RTL) (Gast) [17]
- 2025: Wer stiehlt mir die Show? (ProSieben) (Gast)